# Balestreiro

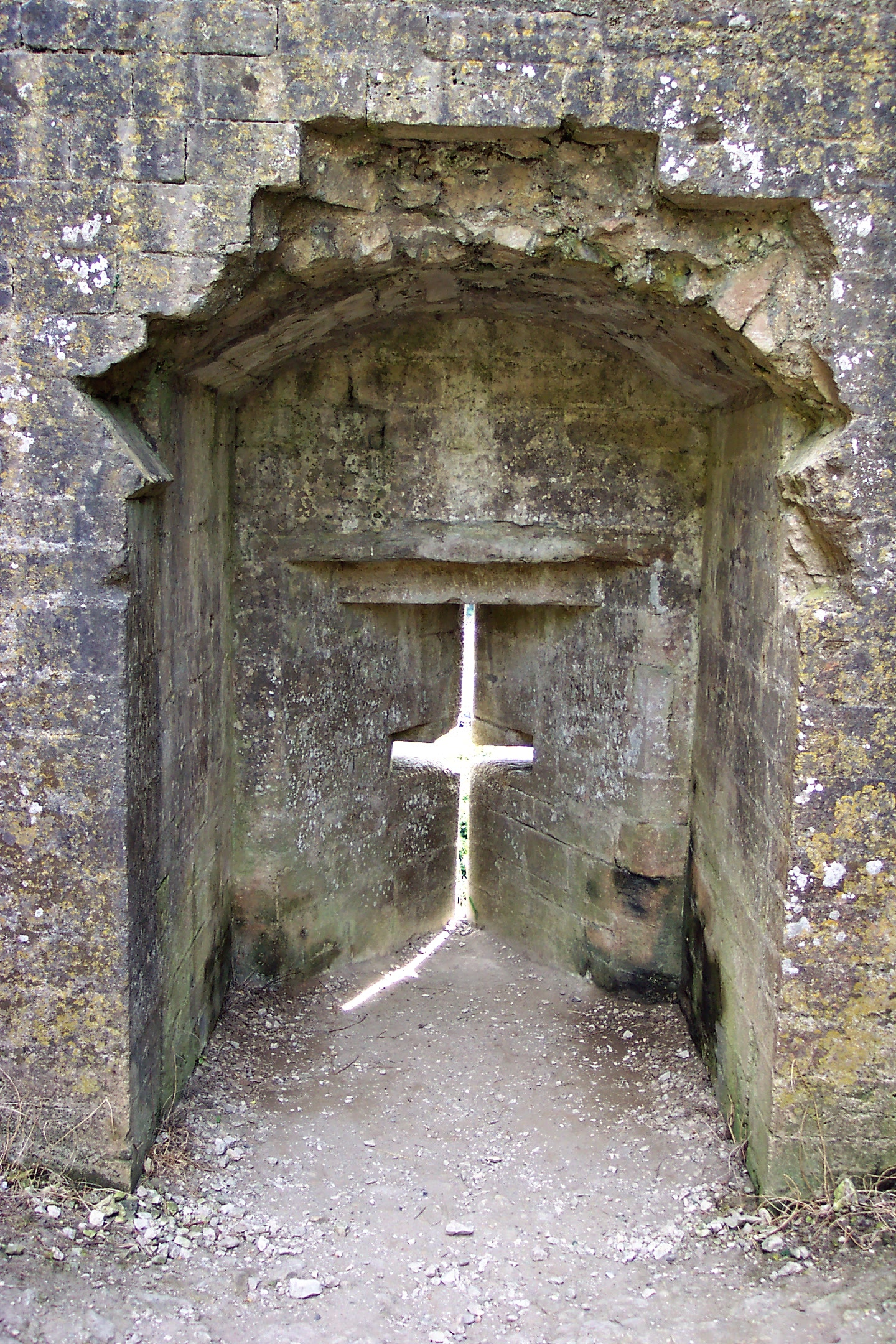
Uma balestreiro para lançamento de flechas no Corfe Castle. Esta é a parte interna onde um flecheiro pode ficar de pé

Um balestreiro em arquitectura militar e edificações medievais, é uma galeria de pedra em balanço em uma muralha de defesa, com aberturas no piso para lançar materiais sobre os atacantes.

## História
Arquimedes foi creditado com a invenção do balestreiro na época do cerco de Siracusa, em 215 a.C, a cidade teve seu muro escavado "na altura de um homem e sobre a largura de uma palma da mão do lado de fora" através dos quais homens poderiam lançar flechas.